# Lachine-stroomversnellingen

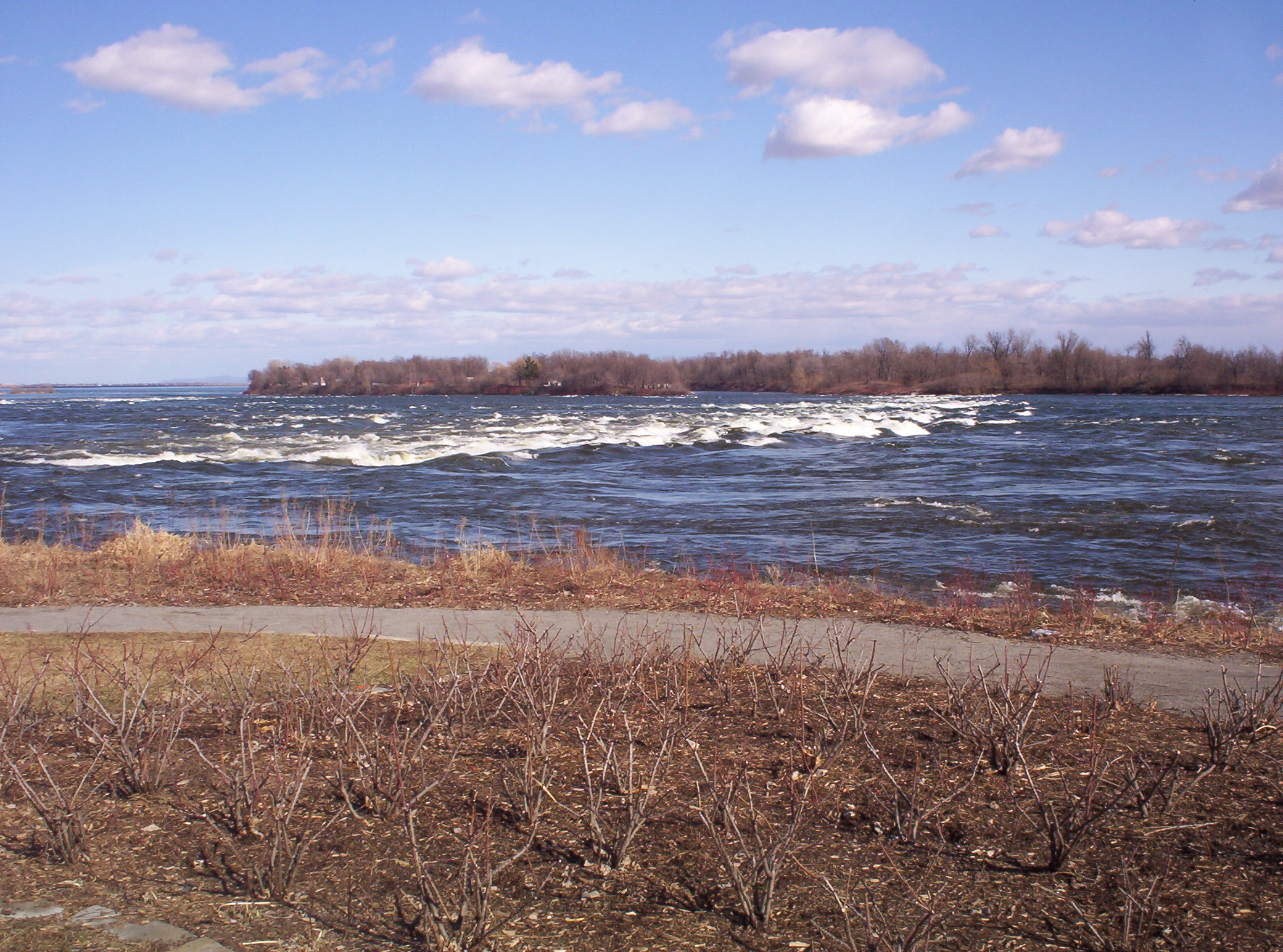
De Lachine-stroomversnellingen

De Lachine-stroomversnellingen (Frans: Rapides de Lachine) zijn een aantal stroomversnellingen in de rivier de Saint Lawrence in Canada aan de uitstroom van het Lac Saint-Louis tussen het Île de Montréal en de zuidelijke oever van de rivier. Ze liggen bij de vroegere stad Lachine, die nu een arrondissement is van de stad Montréal.
De Franse ontdekkingsreizigers Jacques Cartier en later Samuel de Champlain vonden deze stroomversnellingen, en kwamen tot de conclusie dat de Saint Lawrencerivier niet de gezochte doorvaart naar China was.
In het verleden vormden deze stroomversnellingen een aanzienlijke barrière voor de scheepvaart op de Saint Lawrencerivier. Voordat het Canal de Lachine gegraven werd, moesten boten over land langs de stroomversnellingen worden gedragen middels een overtoom. Zelfs nadat het kanaal aangelegd was, was het vaak gemakkelijker om goederen per trein naar Montréal te vervoeren, en ze daar aan boord van schepen te laden. Om deze reden was Montréal lang een belangrijk spoorwegknooppunt en Canada's grootste haven.